# النوم عند قدمي الجبل
النوم عند قدمي الجبل  هي مجموعة قصصية للروائي السوداني حمور زيادة، وهي النًّص الذي أُخذ منه الفيلم العالمي ستموت في العشرين، والذي أخرجه المخرج السينمائي السوداني أمجد أبو العلا،، صدرت المجموعة القصصية لأوّل مرّة عام 2014 عن دار ميريت للنشر والتوزيع، وكانت صورة الغلاف لهذه الطبعة للفنان صلاح المر كما صدرت مرّة أُخرى في العام 2016 عن دار مداد للنشر والتوزيع في الامارات، وكانت طبعة من 156 صفحة بغلاف ورقي، تحت رقم التصنيف الدولي 9789948027393، كما صدرت طبعة أُخرى في أكتوبر 2019 عن دار العين للنشر، في 179 صفحة، رقم الإيداع الدولي
9789774904998

## مقطع من المجموعة القصصية
"كل الناس كانت تعلم أن مزمل النور سيموت يوم يكمل عامه العشرين. منذ شب مزمل وهو يسمع هذه النبوءة. النسوة اللائى يزرن أمّه يربتن على رأسه في حنو، ويهمسن :
- يا مسكين. تموت صبى. الدنيا خربانة.
الصبية الذين يخرج معهم لرعى الغنم يتقافزون أمامه ويخرجون ألسنتهم له، يهتفون :
- ود الموت. . ود الموت.
التلاميذ الذين يعودون من المدرسة، أعلى القرية، ظهراً يمرّون أمام بيتهم وينادون :
- الموت الموت يا مزمل. . بكره تموت يا مزمل !
الكبار الجالسون أمام دكان عيسى فقيرى يرمقونه حين يدخل لشراء حلوى، يغمغمون :
- دنيا ما فيها عمار. الله يرحمه.
شيخ المسجد إذا رأه يتوضأ في باحة الجامع العتيق، يقول له :
- الله يصبر والديك يا مزمل. برهما ما استطعت.
السيارات التي تمر بقرب القرية يشير راكبوها إلى البيوت المتناثرة ويقولون :
- هذه قرية مزمل الذي سيموت يوم يكمل عامه العشرين".